# 34 Draconis
34 Draconis (34 Dra; także Psi² Draconis) – gwiazda w gwiazdozbiorze Smoka. Jest odległa od Słońca o około 1056 lat świetlnych.

## Nazwa
Gwiazda ta dzieli oznaczenie Bayera Psi Draconis z sąsiednim, znacznie bliższym systemem Psi¹ Draconis. Oznaczenie ψ² Draconis było także stosowane dla określenia słabszego składnika drugiego układu, co może być źródłem pomyłek. Oba układy gwiezdne były określane łącznie nazwą własną Dziban, która pochodzi od arabskiego ‏الذئبان‎ Al Dhīʼbain, oznaczającego „parę hien” lub „wilków”. To samo pochodzenie mają nazwy gwiazd Zeta i Eta Draconis. Obecnie nazwa ta odnosi się wyłącznie do Psi¹ Draconis.

## Charakterystyka
34 Draconis to olbrzym lub jasny olbrzym należący do typu widmowego F. Jest około 560 razy jaśniejszy od Słońca, ma temperaturę 6530 K. Ma promień 18,5 raza większy niż Słońce, masę 4,2 M☉ i wiek około 20 milionów lat. Gwiazda zakończyła syntezę wodoru w hel w jądrze i zmienia się w czerwonego olbrzyma; w tej fazie będzie łączyć hel w wętiel i tlen. W dalszej przyszłości odrzuci otoczkę, a odsłonięte jądro gwiazdy stanie się białym karłem o masie około 0,8 M☉.